# Luj, grof Évreuxa
Luj (Louis; 3. svibnja 1276. — 19. svibnja 1319.) bio je francuski princ i grof Évreuxa. Lujevi roditelji bili su kralj Filip III. Smjeli i njegova druga supruga, Marija Brabantska, dok je Lujev polubrat bio kralj Filip IV. Lijepi.
Luj je bio blizak sa svojim sinovcem Filipom V.
Supruga grofa Luja bila je gospa Margareta Arteška. Par je dobio Mariju, Karla, Filipa, Margaretu i Ivanu.

## Djeca
- Marija d'Évreux — vojvotkinja Brabanta
- Karlo d'Évreux
- Filip d'Évreux — kralj Navare iure uxoris
- Margareta d'Évreux
- Ivana d'Évreux — kraljica i mecena